# Bernd Vorwerk
Bernd Vorwerk, auch Johann Bernhard Vorwerk (* 1911 in Weddersloh; † nach 1948) war ein deutscher Jurist, u. a. Verteidiger während der Nürnberger Prozesse.

## Leben
Bernd Vorwerk studierte an den Universitäten Genf, London und München. Später promovierte er 1940 mit dem Thema Die ständische Ehrengerichtsbarkeit und ihr Verhältnis zur ordentlichen Gerichtsbarkeit. Ab 1941 war er in der NSDAP. Nach dem Krieg war er als Rechtsanwalt in Braunschweig tätig.
Im Ärzte-Prozess (Fall 1 der Nachfolgeprozesse; USA gegen Karl Brandt et al.), der von Dezember 1946 bis August 1947 dauerte, war er Verteidiger von Hans-Wolfgang Romberg. Romberg wurde freigesprochen.
Im Wilhelmstraßen-Prozess (Fall 11 der Nachfolgeprozesse; USA gegen Ernst von Weizsäcker et al.), welcher von Januar 1948 bis April 1949 dauerte, war er Verteidiger von Otto von Erdmannsdorff. Von Erdmannsdorff wurde freigesprochen.
Im Krupp-Prozess (Fall 10 der Nachfolgeprozesse; USA gegen Alfried Krupp et al.), einem Nachfolgeprozess der Nürnberger Prozesse, welcher von Anfang Dezember 1947 bis Ende Juli 1948 dauerte, war er Verteidiger von Karl Pfirsch. Pfirsch wurde freigesprochen.